# Manon (Ballett)
Manon (Originaltitel: L’histoire de Manon) ist ein Ballett in drei Akten des britischen Tanzdramatikers Kenneth MacMillan (1929–1992). Von ihm stammt die Choreografie zu diesem narrativen Ballett, das auf dem Roman Manon Lescaut (Histoire du Chevalier Des Grieux et de Manon Lescaut) des Autors Abbé Prévost von 1731 basiert.
Zur Musik von Jules Massenet erzählt MacMillan die tragische Geschichte des Liebespaares Manon und Des Grieux, die in wilder Leidenschaft beginnt und in trostloser Ausweglosigkeit endet.
Das Werk erlebte seine Uraufführung am 7. März 1974 durch das britische The Royal Ballet im Royal Opera House Covent Garden in London mit Antoinette Sibley als Manon und Anthony Dowell als Des Grieux. Eine Aufführung dauert etwa 2 Stunden 45 Minuten (mit zwei Pausen zwischen den Akten).

## Entstehung
Das Werk entstand in den Jahren 1973/74 in London, als MacMillan Ballettdirektor beim Royal Ballet (1970–1986) war. Die Erzählstruktur des Balletts ähnelt der früheren Choreografie von MacMillan zu Romeo und Julia von Sergej Prokofjew.
So wie schon der Roman von Abbé Prévost, dessen Stoff später in Opern von Auber (Manon Lescaut), Massenet (Manon), Puccini (Manon Lescaut) und Henze (Boulevard Solitude) verarbeitet wurde, das Publikum begeistert hatte, wurde auch die Londoner Uraufführung vom Publikum enthusiastisch aufgenommen.
Weitere Aufführungen fanden durch die  Ballettkompanien der Opernhäuser in Paris (1991 und 2015), Mailand (2014/15), Oslo (2015) und Budapest (2015) statt. In Dresden hatte das Stück am 7. November 2015 in der Semperoper Premiere, mit den Solisten Melissa Hamilton vom Royal Ballet London und Jiří Bubeníček von der Semperoper. Dirigent war Paul Connelly.

## Personen
Personen und ihre Besetzung bei der Uraufführung:
- Manon, Schwester von Lescaut – Antoinette Sibley
- Des Grieux, ein Student – Anthony Dowell
- Lescaut – David Wall
- Lescauts Geliebte – Monica Mason
- Monsieur G. M., ein alter Lebemann – Derek Rencher
- Madame, Besitzerin eines Etablissements
- Ein Aufseher in Louisiana – David Drew

## Handlung

### Erster Akt
- Erste Szene: Der Hof eines Wirtshauses in der Nähe von Paris

Im Hof des Wirtshauses herrscht buntes Treiben. Anwesend ist auch der Student Des Grieux, der alte Monsieur G. M. und Lescaut, der auf seine Schwester Manon wartet, die in ein Kloster gebracht werden soll. Als Manon ankommt, bemerkt Lescaut das große Interesse eines Mitreisenden an ihr und beginnt im Wirtshaus mit ihm über Manon zu verhandeln. In der Zwischenzeit trifft Manon auf Des Grieux und beide verlieben sich auf den ersten Blick. Die beiden wollen mit dem Geld des Alten nach Paris gehen. Als Lescaut aus dem Wirtshaus kommt, ist seine Schwester bereits geflohen. Da bekundet auch der reiche Lebemann Monsieur G. M. sein Interesse an Manon. Lescaut verspricht ihm, Manon zu suchen.
- Zweite Szene: Unterkunft des Des Grieux in Paris

Des Grieux will einen Brief an seinen Vater schreiben und wird dabei durch Manon unterbrochen, die ihm ihre Liebe erklärt. Die beiden Liebenden lassen ihren Emotionen freien Lauf. Als Des Grieux den Brief zur Post bringt, erscheint Lescaut, um seine Schwester Monsieur G. M. zu übergeben. Vom Luxus des Alten geblendet, gibt Manon dessen Annäherungsversuchen nach. Dem zurückkommenden Des Grieux erklärt Lescaut, er solle das Verhältnis zwischen Manon und Monsieur G. M. akzeptieren.

### Zweiter Akt
- Erste Szene: Ein Fest im „Hôtel particulier“ von Madame

An der Seite von Monsieur G. M. erscheint Manon im „Hôtel particulier“. Auch Lescaut erscheint zusammen mit Des Grieux. Dieser versucht Manon zu überzeugen, auf den Reichtum des Monsieur G. M. zu verzichten und mit ihm zu fliehen. Lescaut will Des Grieux beim Kartenspiel zu Geld kommen lassen. Des Grieux wird aber des Falschspiels überführt, verwundet Monsieur G. M. und flieht mit Manon.
- Zweite Szene: Unterkunft des Des Grieux

Manon und des Grieux versichern sich erneut ihrer Liebe zueinander, doch Manons Sehnsucht nach Reichtum steht dem entgegen. Aber Monsieur G. M. und Lescaut erscheinen mit Wachen und wollen Manon als Prostituierte verhaften und nach Amerika verschiffen. Im folgenden Handgemenge wird Lescaut getötet.

### Dritter Akt
- Erste Szene: Der Hafen von New Orleans

Aufseher der Strafkolonie erwarten die Ankunft der Sträflinge und Prostituierten aus Frankreich. Manon wurde als Prostituierte nach Amerika abgeschoben und des Grieux ist ihr als ihr angeblicher Mann gefolgt. Der Aufseher zeigt sich an Manon interessiert.
- Zweite Szene: Das Zimmer des Aufsehers in New Orleans

Der Aufseher hat Manon eingesperrt, bietet ihr aber Vergünstigungen, wenn sie Des Grieux verlässt und mit ihm zusammen lebt. Als er immer aufdringlicher wird, kommt Des Grieux dazu und tötet den Aufseher.
- Dritte Szene: In den Sümpfen von Louisiana

Manon und Des Grieux sind in die Sümpfe von Louisiana geflohen. Auf ihre Ambitionen von Reichtum und Glanz hat Manon für ihre Liebe zu Des Grieux verzichtet. Auf der Flucht vor den Verfolgern wird sie immer schwächer und erinnert sich an die vergangenen Tage. Dann bricht sie vor Erschöpfung zusammen und stirbt in den Armen von Des Grieux.

## Musik
Die Musik zum Ballett ist nicht identisch mit der Musik zur Oper Manon von Massenet. Es wurden verschiedene Musikstücke aus dreizehn Opern und Oratorien, aus den Orchestersuiten sowie Klavierstücken und Liedern von Jules Massenet ausgewählt und vom britischen Komponisten Leighton Lucas (1903–1982) orchestriert. Eine weitere Orchestrierung erfolgte 2011 durch den Dirigenten Martin Yates (* 1958).
- 1. Akt
  - „Le dernier sommeil de la Vierge“ aus dem Oratorium La Vierge
  - „Entr’acte: Manola“ aus der Oper Chérubin
  - Aubade: „Vive amour“ aus der Oper Chérubin
  - „Scènes dramatiques: Scène finale“ (zweites Thema) aus der Orchestersuite Nr. 3
  - „Scènes pittoresques: Marche“ aus der Orchestersuite Nr. 4
  - „Scènes dramatiques: Prélude et Divertissement“ (zweites Thema) aus der Orchestersuite Nr. 3
  - Ouvertüre aus der Oper Le Cid
  - „Crépuscule“ (Lied)
  - „Entr’acte: Idylle“ aus der Oper Grisélidis
  - „Scènes dramatiques: Prélude et Divertissement“ (drittes Thema) aus der Orchestersuite Nr. 3
  - Ballet: No. 4 (Allegretto) aus der Oper Thaïs
  - „Lament d’Ariane“ aus der Oper Ariane
  - „Élégie“ aus Les Érinnyes
  - „Les moulins“ aus der Oper Don Quichotte
  - „Marche des Princesses“ aus der Oper Cendrillon
  - „Le sommeil de Cendrillon“ aus der Oper Cendrillon
  - „Ouvre tes yeux bleus“ (Lied)
  - „Les filles de noblesse“ aus der Oper Cendrillon
  - Valse très lente (Klavierstück, später von Massenet orchestriert)
  - „Scènes dramatiques: Prélude et Divertissement“ (erstes Thema) aus der Orchestersuite Nr. 3

- 2. Akt
  - „Scènes alsaciennes: Au cabaret“ aus der Orchestersuite Nr. 7
  - „Danses: Chaldéennes“ aus Cléopâtre
  - „Crépuscule“ (Lied)
  - „Danses: Scythes“ aus der Oper Cléopâtre
  - „Chanson de Capri“ (Lied)
  - „Scènes pittoresques: Air de ballet“ aus der Orchestersuite Nr. 4
  - Nocturne aus La Navarraise
  - „Divertissement: Valse“ aus der Oper Le roi de Lahore
  - „Élégie“ aus Les Érinnyes
  - „Valse des esprits“ aus der Oper Grisélidis
  - Prélude aus Teil 2 aus dem Oratorium Ève
  - Aria: „Il partit au printemps“ aus der Oper Grisélidis

- 3. Akt
  - Introduction zum ersten Akt aus der Oper Don Quichotte
  - Chanson: „En Avignon, pays d’amour“ aus der Oper Grisélidis
  - „Crépuscule“ (Lied)
  - „Malédiction“ aus dem Oratorium Ève
  - Improvisation Nr. 3 aus 7 Klavier-Improvisationen
  - Introduction zum ersten Akt der Oper Don Quichotte
  - „Aria de Pandolfe“ aus Cendrillon
  - Aria: „Il partit au printemps“ aus der Oper Grisélidis
  - „Valse des esprits“ aus der Oper Grisélidis
  - „Élégie“ aus Les Érinnyes
  - „L'extase de la Vierge“ aus dem Oratorium La Vierge

## Aufnahmen
- Manon Ballet: Ausschnitte, arrangiert und orchestriert von Leighton Lucas (1903–1982), Orchestra of the Royal Opera House, Covent Garden unter Richard Bonynge (CD)
- L’histoire de Manon: Ballet de L´Opéra National de Paris, Orchestre de L´Opéra National de Paris unter Martin Yates (DVD)